# Kara (region)
Kara är en av de fem regionerna i Togo. Regionen är den näst nordligaste i Togo och gränsar i norr till regionen Savanes och i söder till regionen Centrale. I öster gränsen Kara till Benin och i väster till Ghana. Huvudort i regionen är staden Kara.
Regionen Kara är indelad i sju prefekturer:
| Prefektur | Invånare (2022) | Huvudort     |
| --------- | --------------- | ------------ |
| Kozah     | 283 738         | Kara         |
| Dankpen   | 185 662         | Guérin-Kouka |
| Bassar    | 152 065         | Bassar       |
| Kéran     | 128 687         | Kanté        |
| Doufelgou | 74 767          | Niamtougou   |
| Binah     | 84 199          | Pagouda      |
| Assoli    | 66 394          | Bafilo       |
| Total     | 985 512         |              |